# The Roundhouse

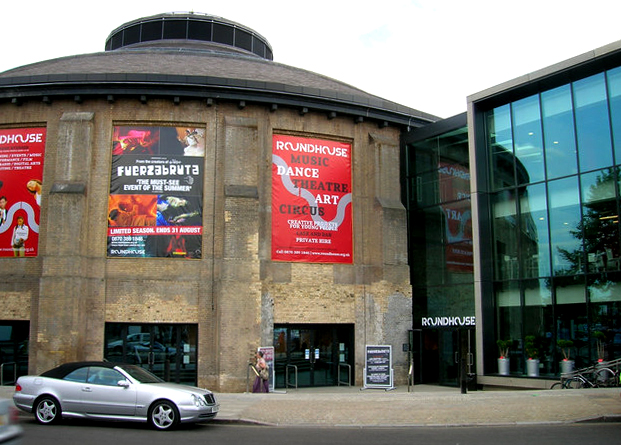
L'ingresso principale della Roundhouse

La Roundhouse è un ex edificio industriale di Camden Town a Londra che dagli anni sessanta viene usato come sala da concerto.

## Storia
Costruito nel 1846, è stato adibito a diversi usi fino alla seconda guerra mondiale quando fu abbandonato. Riaprì nel 1964 come teatro e complesso per le arti. Dagli anni sessanta ad oggi ha ospitato celebri concerti e spettacoli, guadagnandosi l'appellativo di "teatro leggendario". Alcuni fra gli artisti che si sono esibiti alla Roundhouse sono Genesis, Pink Floyd, Soft Machine, Alexis Korner, Cyril Davies, Rolling Stones, David Bowie, Robbie Williams, Red Hot Chili Peppers, Jimi Hendrix, Led Zeppelin, The Doors, Ramones, Bob Dylan, Oasis, Amy Winehouse e Lenny Kravitz.
Negli anni settanta ha ospitato spettacoli del Living Theatre, Peter Brook, la Royal Shakespeare Company e di Lindsay Kemp. Nel 1983, a causa della mancanza di fondi, l'edificio tornò ad essere in disuso finché la proprietà non fu rilevata da un privato locale, riaprendo i battenti nel 1996. Nel 2004 venne restaurata e rimodernata e adesso ospita un programma vario di spettacoli, oltre che gli Electric Proms della BBC (con concerti di Shirley Bassey e Marc Almond), e di cerimonie di premi prestigiosi quali il BT Digital Music Awards. Dal 2009 è sede dei concerti dell'iTunes Festival.